# Поліціантка
«Поліціа́нтка» (італ. La poliziotta) — італійський комедійний фільм режисера Стено. Прем'єра відбулась 15 листопада 1974 року. Зйомки фільму проходили у місті Бергамо.
1975 року Маріанджела Мелато отримала нагороду Давид ді Донателло за найкращу головну жіночу роль.

## Сюжет

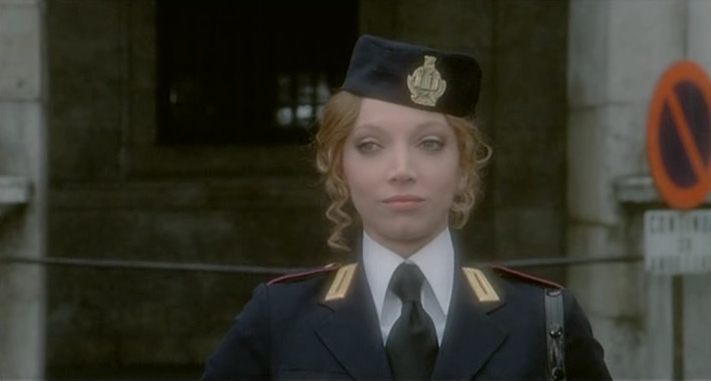
Джованна Аббастанці

Джованна гарна і приваблива дівчина, але вона має проблеми з чоловіками. Кожен хоче лише використати її — друг та хлопець Клаудіо, суддя, на якого вона працювала секретарем. Вона розчарувалась у суспільстві і вирішує поїхати геть з міста. Однак на вокзалі вона помітила рекламу про набір до поліції жінок. Її кумиром є Жанна д'Арк і тому Джованна вирішує стати поліціанткою. За допомогою магістра Руггеро Патане дівчина викриває низку інтриг та дій корупції, засуджуючи навіть свого начальника капітана Марчелліні. Однак корупція розрослась від мерського крісла до самого сенатора з Риму, адже міський голова та сенатор брати.

## Актори
| Актор              | Роль                         |
| ------------------ | ---------------------------- |
| Маріанджела Мелато | Джованна (Джанна) Аббастанці |
| Ренато Поццетто    | Клаудіо Равассі              |
| Ораціо Орландо     | Руггеро Патане               |
| Маріо Каротенуто   | капітан Марчелліні           |
| Армандо Бранча     | сенатор Джузеппе Брембані    |
| Ренато Скарпа      | аптекар лікар Каміллотті     |
| Джанфранко Барра   | лікар Гаргульо               |
| Умберто Смайла     | син мера                     |
| Джиджі Балліста    | адвокат                      |
| Альберто Ліонелло  | Таркісіо Монті               |
| Джузеппе Кастелано | Нік                          |
| Умберто Травальїні | батько Джованни              |
| Пія Велсі          | мама Джованни                |
| Альваро Віталі     | Фантуцці                     |
| Ораціо Стракуцці   | мер                          |
| Джанні Соларо      | головний прокурор            |

## Знімальна група
- Режисер — Стено.
- Продюсер — Карло Понті.
- Сценаристи — Серджо Донаті, Лучіано Вінчензоні, Нікола Бадаллуко, Джузеппе Каталано.
- Оператор — Альберто Спаньйолі.
- Композитор — Джанні Феріо.
- Художники — Луїджі Скаччаноче, Енріко Саббатіні, Бруно Чезарі.
- Монтаж — Раймондо Крочані.